# Église Saint-Gengoult de Briey
L'église Saint-Gengoult est une église catholique située à Briey, en France.

## Localisation
L'église est située dans le département de Meurthe-et-Moselle, sur la commune de Briey.

## Historique
L'église est de type gothique du XIIIe siècle, et réutilise quelques éléments du XIIe siècle. Elle est agrandie à plusieurs reprises jusqu'au XVIe siècle. Le chœur est reconstruit de 1757 à 1760.
L'édifice est classé au titre des monuments historiques en 1987.

## Le calvaire

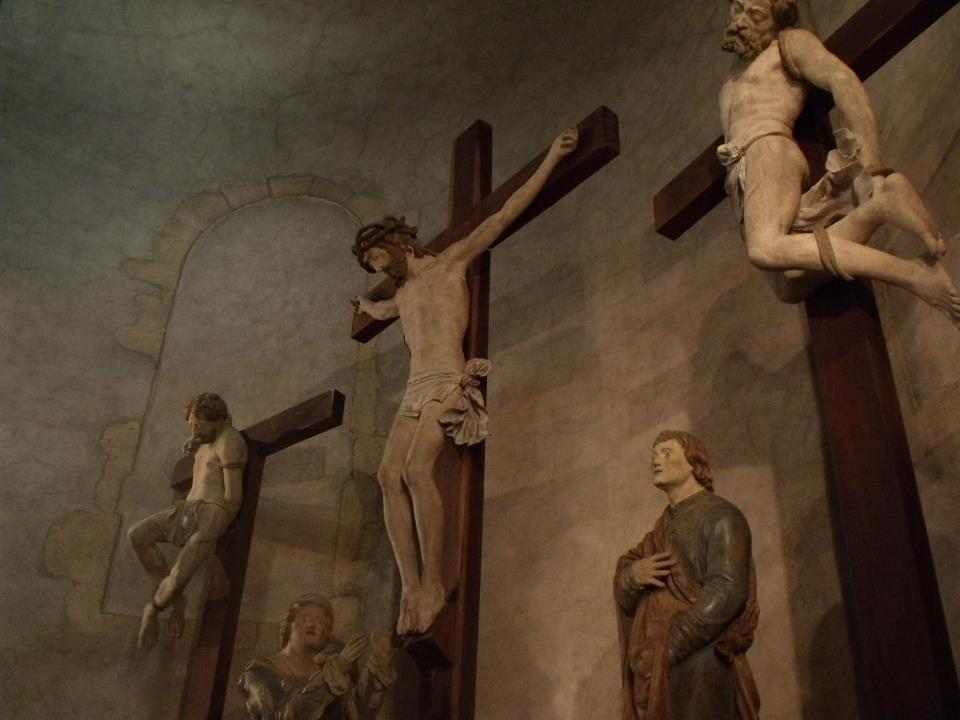
Le calvaire.

Le calvaire conservé dans l'église est composé de six statues en noyer, grandeur nature. La présentation de ce groupe dans l'église date des années 1950. Elles provenaient d'un oratoire extérieur fondé en 1534 par le curé Jean Milet. Une restauration récente a relevé des traces de polychromie identique à celles du Christ en croix entre deux larrons de Ligier Richier de l'église Saint-Étienne de Bar-le-Duc . 